# John Nilsson
John Nilsson (Göteborg, 1908. április 27. – Göteborg, 1987. december 1.) válogatott svéd labdarúgó, nemzetközi labdarúgó-játékvezető.

## Pályafutása

### Labdarúgóként
Az 1930-1931-es Svéd labdarúgó-bajnokság (első osztály)ában szereplő GAIS csapat csatáraként 26 góllal gólkirály lett.

### Nemzeti játékvezetés
Az I. Liga játékvezetőjeként 1954-ben vonult vissza.

### Nemzetközi játékvezetés
A Francia labdarúgó-szövetség Játékvezető Bizottsága (JB) terjesztette fel nemzetközi játékvezetőnek, a Nemzetközi Labdarúgó-szövetség (FIFA) 1946-tól tartotta nyilván bírói keretében. Több nemzetek közötti válogatott és klubmérkőzést vezetett, vagy működő társának partbíróként segített. Az aktív nemzetközi játékvezetéstől 1954-ben búcsúzott.
Válogatott mérkőzéseinek száma: 12.

#### Skandináv Bajnokság
Nordic Championships/Északi Kupa labdarúgó tornát Dánia kezdeményezésére az első világháború után, 1919-től a válogatott rendszeres játékhoz jutásának elősegítésére rendezték a Norvégia, Dánia, Svédország részvételével. 1929-től a Finnország is csatlakozott a résztvevőkhöz. 1983-ban befejeződött a sportverseny.
| Időpont              | Helyszín                       | Mérkőzés típusa | Mérkőzés            | Eredmény | Nézők száma |
| -------------------- | ------------------------------ | --------------- | ------------------- | -------- | ----------- |
| 1947. szeptember 21. | Ullevaal Stadion, Oslo         | csoportmérkőzés | Norvégia–Dánia      | 3 – 5    | 34 756      |
| 1951. augusztus 18.  | Olimpiai Stadion, Helsinki     | csoportmérkőzés | Finnország–Norvégia | 1 – 1    | 22 415      |
| 1951. szeptember 16. | Ullevaal Stadion, Oslo         | csoportmérkőzés | Norvégia–Dánia      | 2 – 0    | 35 322      |
| 1952. augusztus 31.  | Ullevaal Stadion, Oslo         | csoportmérkőzés | Norvégia–Finnország | 7 – 2    | 24 025      |
| 1962. június 11.     | Idrætspark Stadion, Koppenhága | csoportmérkőzés | Dánia–Norvégia      | 6 – 1    | 13 500      |

#### Olimpiai játékok
Finnországban Helsinki adott otthont az 1952. évi nyári olimpiai játékoknak, ahol a FIFA JB bíróként foglalkoztatta.

##### 1952. évi nyári olimpiai játékok
| Időpont          | Helyszín              | Mérkőzés típusa | Mérkőzés       | Eredmény | Nézők száma |
| ---------------- | --------------------- | --------------- | -------------- | -------- | ----------- |
| 1952. július 16. | Városi Stadion, Kotka | selejtezők      | Egyiptom–Chile | 5 – 4    | 5354        |